# Newen Tahiel
Newen Tahiel, nom de naixement Carlos Maza, (Lautaro, 1974) és un compositor, cantant, i multiinstrumentista xilè, d'origen maputxe.

## Biografia
El seu pare, partidari del president Salvador Allende, va ser empresonat per dos anys. Per aquest motiu, l'any 1975, la seva família fuig del règim de Pinochet i s'exilia a França durant alguns anys abans d'establir-se a Cuba l'any 1980.
El mateix any, la seva mare el porta a Guanabacoa, un suburbi de l'Havana, on segueix gratuïtament les classes de música del conservatori per estudiar piano. Comença a compondre a l'edat d'onze anys i es presenta en públic molt jove, interpretant la seva pròpia música, especialment els anys 1990 i 1991 en el Festival Internacional de Jazz de l'Havana. El seu primer àlbum, gravat quan tenia disset anys, es va publicar al mercat el 1993. Per la seva banda, alguns dels músics als quals admira i que són font d'inspiració, són el music brasiler Hermeto Pascoal i l'Egberto Gismonti.
En la dècada de l'any 2000, s'estableix a Tarragona i toca regularment a França. Amb motiu de la creació dels seus 24 Preludis Maputxes per a piano sol, inspirats en els preludis de Bach, Chopin, Debussy o Vila-Llops, Carlos Maza, compromès amb les seves arrels, agrega al seu nom el cognom maputxe de 'Newen Tahiel', pel qual vol ser conegut en detriment del seu nom real, Carlos Maza.
Transcendint els gèneres, Carlos Maza (Newen Tahiel) fusiona el jazz, la música clàssica i diverses músiques populars llatinoamericanes, com el tango argentí, el so cubà, el huapango mexicà, el huayno peruà o la samba brasilera. També ha realitzat homenatges musicals destacats a Tupac Katari i Víctor Jara.
Les seves composicions són interpretades en diverses formes, ja sigui en solitari, però també en duo, trio, quartet, quintet, sextet, big band de jazz o, fins i tot, per orquestra de cambra. Carlos Maza (Newen Tahíel) toca el piano, la guitarra (de 6, 10 i 17 cordes) i la flauta tradicional pifilca.
L'artista plàstic Norton Maza és el seu germà (nascut el 1971), la violoncel·lista i també cantant, Ana Carla Maza, és filla seva. Mirza Sierra González, música també, és la seva dona.

## Àlbums[7]

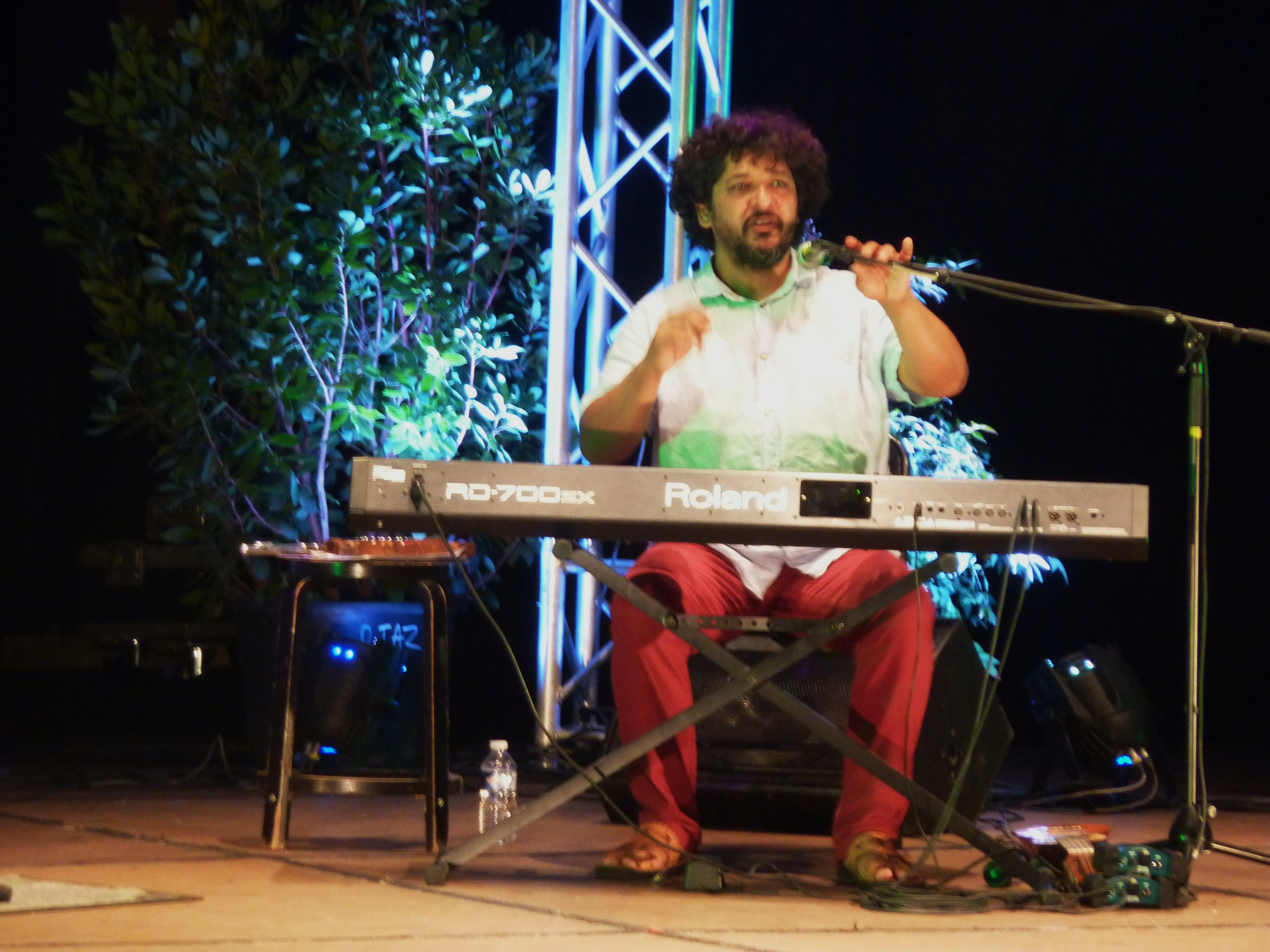
Carlos Maza (Newen Tahiel) al Festival Convergències a La Ciotat, agost de 2017.

- Dónde Estoy, solo, label Musiquémo, 1993
- Zapato Kiko, Carlos Maza grupo, label Emi, 1994
- Nostalgia, solo, label Emi, 1995
- Tierra Fertil, trio, label Emarcy, 2000
- Fidelidad, label Emarcy, 2002
- Salvedad, label Indigo, 2003
- Chócala, label Harmonia Mundi, 2004
- Musica de Esperanza, Carlos Maza y orquesta de camara de La Habana, label Lautaro,[1] 2010
- Trotamundo, solo, label Lautaro,[1] 2010
- En Familia, trio, label Lautaro,[1] 2010
- Quererte, 2010, label Lautaro,[1] 2010
- Le repos des saltimbanques, solo, La Buissonne, 2012
- Pueblo del Sol, Carlos Maza & familia, quintet, Lautaro,[1] 2012
- ¿Y Si volvemos a empezar?, Newen Tahiel, familia sexteto, Lautaro,[1] 2015
- Préludes Mapuches, Carlos Maza & Newen Tahiel, label Laborie, 2016
- Todo es relativo, Carlos Maza - Newen Tahie, familia septeto, Lautaro,[1] 2017
- Maza & Nino Dúo, Carlos Maza – Newen Tahiel & Nino de Luca, 2018
- Quartet Català, Newen Tahiel & Cuarteto Catalán, 2018
- Preludios Mapuches, Newen Tahiel & 24 Preludios Mapuches, 2019
- Canto por Chile, Carlos Maza – Newen Tahiel, 2020
- Todo Pasa, Camila Maza[8] & Newen Tahiel, 2021
- Tren de Cercanías, Carlos Maza – Newen Tahiel, 2022
- Proyecto Gandhi, Carlos Maza – Newen Tahiel, 2023
- El Mundo al revés, Carlos Maza – Newen Tahiel, 2023

## Pel·lícules
- Jazz en Porquerolles, del director Frank Cassenti, any 2013
- Carlos Maza, La energía del hombre libre, documental de Frank Cassenti, Producción Oléofilms, 2014 (53 min)